# Vragenlijst
Een vragenlijst (ook wel: questionnaire) is een lijst met vragen met een bepaald doel. Dit doel kan zijn informatie vergaren, sturing geven of gewoon het hebben van een geheugensteun. Ook kan een vragenlijst gebruikt worden als toetsings- en evaluatieinstrument.

## Soorten vragenlijsten
Omdat de diverse doelen heel verschillend kunnen zijn hebben we dus te maken met meerdere soorten vragenlijsten. Buiten de geheugensteuntjes die we allemaal gebruiken hebben de meeste (professionele) vragenlijsten te maken met het doen van onderzoek. Naargelang het soort onderzoek, de fase waarin het onderzoek zich bevindt, de doelstelling van het onderzoek, etc., hebben we telkens andersoortige vragenlijsten nodig. Zo kennen we naast lijsten met onderzoeksvragen o.a. enkele grote categorieën vragenlijsten :
- vragenlijsten marktonderzoek
- vragenlijsten medisch onderzoek
- vragenlijsten psychologisch onderzoek